# Krauthausen
Krauthausen település Németországban, azon belül Türingiában. Lakosainak száma 1543 fő (2023. december 31.).

## Népesség
A település népességének változása:
| Lakosok száma | 1570 | 1615 | 1574 | 1557 | 1543 |
|               | 2017 | 2019 | 2021 | 2022 | 2023 |